# Prince of Stride
Prince of Stride (яп. プリンス・オブ・ストライド Пуринсу обу суторайдо) — отомэ-игра, разработанная Kadokawa Games и Vridge для PlayStation Vita, вышедшая 30 июля 2015 года. Сюжет игры основан на вымышленном виде экстремального спорта — «страйде», который близок к реально существующей дисциплине — паркур. История повествует о команде из 6-ти человек, бегущих эстафету через город. Аниме-адаптацию выпустила студия Madhouse под названием Prince of Stride: Alternative (яп. プリンス・オブ・ストライド オルタナティブ Пуринсу обу суторайдо орутанатибу); сериал транслировался с 5 января по 22 марта 2016 года. Спинофф-манга под названием Prince of Stride Galaxy Rush публикуется в «Dengeki Maoh» с ноября 2015 года.

## Сюжет
Сюжет Prince of Stride: Alternative разворачивается вокруг экстремального вида спорта «страйд». По его правилам, команда из 5 человек бежит эстафету по городу произвольным маршрутом, обязательно проходя контрольные точки с передачей эстафеты, направляющий по радиосвязи даёт подсказки. История происходит в академии «Хонан», где ученики-первогодки старшей школы Такэру Фудзивара и Нана Сакураи пытаются восстановить школьную команду по страйду, набрав шесть участников. Их цель состоит в том, чтобы победить в соревновании лучших страйд-команд Восточной Японии под названием «Конец лета». Такэру просит Нану стать не только их менеджером, но и направляющим. Они приглашают Рику Ягами присоединиться к команде, но тот отказывается, утверждая, что «страйд» — это не то, чем он хочет заниматься. Но ребята так просто не сдаются, всё-таки уговаривают Рику и начинают тренировки.

## Персонажи

### Академия «Хонан»
В начале повествования страйд-клуб академии «Хонан» настолько мал, что им приходится объединиться с Аюму — единственным членом клуба сёги, так как в любом клубе должно быть не менее 3-х человек.
Нана Сакураи (яп. 桜井 奈々 Сакураи Нана)
Сэйю: Кана Ханадзава
Нана — игровой персонаж в визуальном романе и трудолюбивая девушка, которая одна переехала из Хоккайдо в Токио и перешла в академию «Хонан» из-за своего восхищения старой страйд-командой. Вскоре после вступления становится направляющей и менеджером. Поскольку её отец известен как «Король страйда», Нана неофициально известна как «Принцесса страйда».
Рику Ягами (яп. 八神 陸 Ягами Рику)
Сэйю: Рёхэй Кимура
Рику — ещё один новичок, который подружился с Наной во время их первой встречи. Он веселый, дружелюбный и спортивный, любит все виды спорта, кроме кабадди, и хочет присоединиться ко всем спортивным клубам в школе. У него есть старший брат Томоэ, а его семья управляет пекарней.
Такэру Фудзивара (яп. 藤原 尊 Фудзивара Такэру)
Сэйю: Нобухико Окамото
Всегда спокоен и все жизненные трудности переносит стоически. Его единственный интерес — страйд. В средней школе он был известным страйдером. Обычно носит очки без оправы по верхнему краю, но во время тренировок использует контактные линзы. Кажется, что он твердо верит в спортивные способности Рику, так как тот финишировал одновременно с Хитом в гонке 2 на 2. Он склонен ощупывать ноги людей, чтобы определить их талант. Позже выяснилось, что он не умеет плавать.
Ходзуми Кохината (яп. 小日向 穂積 Кохината Ходзуми)
Сэйю: Кэнсё Оно
Выглядит мило, собирает плюшевых зверей, но на самом деле любит зловещие шутки и хочет работать в театре. Даже если ранен — всегда сохраняет улыбку на лице. Заботливый старший сын из большой семьи. Он особенно заботится об Аюму. Его техника такова, что он больше полагается на акробатические навыки паркура, чем на скорость бега, чтобы обогнать других, поэтому часто его представляют как «Обманщик академии „Хонан“».
Хит Хасэкура (яп. 支倉 ヒース Хасэкура Хит)
Сэйю: Дайскэ Оно
Лидер страйд-клуба. Выглядит надёжным и мужественным. Он наполовину британец, у него две сестры: одна — президент компании, другая — модель. Сам Хит также иногда работает моделью против своей воли. Он перестал чувствовать необходимость в тренировках, так как в клубе было недостаточное количество человек даже для участия в гонках, поэтому был снят с регистрации Японской Ассоциацией Страйда. Позже вновь обретает надежду, когда Нана, Рику и Такэру вступают в клуб. Также ему удается убедить Кугу вернуться в клуб.
Кёскэ Куга (яп. 久我 恭介 Куга Кёскэ)
Сэйю: Дзюнъити Сувабэ
Бывший член страйд-клуба Хонан. Его считают несколько пугающим человеком, потому что во время одного неприятного инцидента он взял вину на себя и бросил страйд-клуб. Куга обладает таинственной атмосферой и часто может казаться одиночкой. Хит уговаривает его вернуться в страйд-клуб.
Аюму Кадоваки (яп. 門脇 歩 Кадоваки Аюму)
Сэйю: Хиро Симоно
Страстный игрок в сёги, самопровозглашенный «король» и лидер клуба сёги (единственный его участник), второй неохотно вступивший в страйд-клуб бегун. У него зеленые волосы и он носит очки. В прошлом году он был направляющим и передавал информацию Хиту и Ходзуми в гонке 2 на 2. Позднее он подумывал покинуть команду и клуб сёги, потому что у него нет таланта бегуна.
Юдзиро Дан (яп. 壇 悠次郎 Дан Юдзиро)
Сэйю: Рётаро Окиаю
Тренер и руководитель страйд-клуба. Он часто использует в речи японские четырехсимвольные идиоматические фразы и по какой-то причине никогда не повторяет одни и те же.

### Старшая школа Сайсэй
Название команды: Galaxy Standard. Также мужская айдол-группа. Первый соперник команды академии «Хонан», выбранный в результате жеребьёвки.
Рэйдзи Сува (яп. 諏訪 怜治 Сува Рэйдзи)
Сэйю: Мамору Мияно
Человек, очень любящий соперничать, это желание было вызвано активной конкуренцией с Такэру Фудзиварой.
Сидзума Маюдзуми (яп. 黛 静馬 Маюдзуми Сидзума)
Сэйю: Дайсукэ Хиракава
Направляющий в страйд-клубе Сайсэй и верный помощник Сувы Рэйдзи. Младший брат Адзума дал ему прозвище «сверхчеловек», потому что он умеет делать что угодно (возможно, кроме приготовления пищи). Он может давать очень точные команды своим бегунам.
Бантаро Тиёмацу (яп. 千代松 万太郎 Тиёмацу Бантаро)
Сэйю: Такуя Эгути
Любит, чтобы его называли «Бан-тян». Он также известен как «Обманщик» Сайсей, полный энтузиазма живчик.
Тасуку Сэно (яп. 妹尾 匡 Сэно Тасуку)
Сэйю: Тацухиса Судзуки
Он очень серьезен и сделает всё, чтобы помочь Рэйдзи победить. В своей тактике часто отталкивает команду соперников в сторону, что однажды проделал с Хитом.
Асума Маюдзуми (яп. 黛 遊馬 Маюдзуми Асума)
Сэйю: Юки Оно
Младший брат Сидзумы Маюдзуми. Считается самым незамысловатым в группе из-за своего минимального участия в действиях и высмеивается из-за этого товарищами по команде. Близко общается с Рику, часто шутит, что у них обоих есть «сверхспособные» старшие братья.
Каэдэ Окумура (яп. 奥村 楓 Окумура Каэдэ)
Сэйю: Тосиюки Тоёнага
Огромный поклонник Куги. Он изо всех сил пытается победить его и часто выпендривается во время забега.

### Михаси
Кэй Камода (яп. 鴨田 慶 Камода Кэй)
Сэйю: Ёсицугу Мацуока
Капитан страйд-клуба Михаси. Таинственный направляющий команды. Он хочет победить, потому что текущий сезон последний в команде для его брата Ю.
Ю Камода (яп. 鴨田 侑 Камода Ю)
Сэйю: Нацуки Ханаэ
Номинально — направляющий страйд-клуба Михаси. Его тактика — блеф и ложные комбинации.
Аой Сима (яп. 嶋 葵 Сима Аой)
Сэйю: Кэнго Каваниси
Хисато Харигая (яп. 針ヶ谷 久人 Харигая Хисато)
Сэйю: Даики Хамано
Такэси Эйфуку (яп. 永福 武志 Эйфуку Такэси)
Сэйю: Тайси Мурата
Нобухико Нагацука (яп. 長塚 乃彦 Нагацука Нобухико)
Сэйю: Итару Ямамото

### Итидзёкан
Юри Химэмия (яп. 姫宮 悠李 Химэмия Юри)
Сэйю: Даики Ямасита
Бегун-третьегодка, выглядящий как девочка и лучше всех владеющий паркуром в своей команде. Официально объявил Ходзуми своим врагом.
Сики Додзоно (яп. 堂園 志貴 Додзоно Сики)
Сэйю: Кайто Исикава
Направляющий-третьегодка, обладает садистскими наклонностями и старается обернуть старые травмы своих соперников против них же. Он считает, что направляющий — самый важный член команды и остальные не смогут бежать без его указаний.
Каору Сисибара (яп. 獅子原 馨 Сисибара Каору)
Сэйю: Юскэ Кобаяси
Бегун-третьегодка, который был настроен против Куги. Счастливчик, от природы наделённый превосходным телом и ясным умом, никогда не испытывает стресса и не имеет никаких проблем.
Киёто Васими (яп. 鷲見 紀世斗 Васими Киёто)
Сэйю: Хиромити Тэдзука
Бегун-третьегодка, бегущий в команде Итидзёкан завершающим. Во время забега его очень сильно обогнал Такэру. Один из приспешников Юри Химэмии.
Арата Самэдзима (яп. 鮫島 改 Самэдзима Арата)
Сэйю: Кэнго Каваниси
Бегун-третьегодка, популярный среди девушек. Один из трех приспешников Юри Химэмии.
Тэцуя Хатия (яп. 蜂屋 鉄 Хатия Тэцуя)
Сэйю: Ёсицугу Мацуока
Бегун-третьегодка, очень разговорчивый, раздражающий и шумный. Влюбился в Юри, не зная, что он парень, он один из трёх его приспешников.

### Какёин
Томоэ Ягами (яп. 八神 巴 Ягами Томоэ)
Сэйю: Такахиро Сакураи
Старший брат Рику Ягами. Бывший член страйд-команды Хонан, который ушёл на третьем году обучения в школе, чтобы учиться в Америке. Он возвращается, чтобы пригласить Кугу присоединиться к его школе.
Амацу Ида (яп. 維田 天 Ида Амацу)
Сэйю: Тэцуя Какихара
Тоя Нацунаги (яп. 夏凪 瞳弥 Нацунаги Тоя)
Сэйю: Сёта Аои
Нампэй Аоба (яп. 青葉 南平 Аоба Нампэй)
Сэйю: Икудзи Носэ
Хадзимэ Идзумино (яп. 五十公野 哉 Идзумино Хадзимэ)
Сэйю: Рёта Осака
Рё Идзумино (яп. 五十公野 了 Идзумино Рё)
Сэйю: Нацуки Ханаэ
Джо Сакураи (яп. 桜井 ジョウ Сакураи Джо)
Сэйю: Тору Окава
Новый тренер страйд-команды Какёин и отец Наны. Он известен как «король» за то, что сделал спорт популярным в Японии. В начале повествования работал в Америке, вернулся как раз перед турниром «Конец лета».

### Другие
Диана Хасэкура (яп. 支倉 ダイアン Хасэкура Дайан)
Сэйю: Саяка Охара
Старшая сестра Хита и президент фэшн-компании. Становится спонсором страйд-клуба Хонан в обмен на то, что члены клуба станут моделями для её бренда. Первоначально сделка заключалась в том, чтобы они выиграли Весенний фестиваль Катидзёдзи. Но, пострадав от конкурирующей компании (которая спонсировала страйд-команду Сайсэй), Диана продолжила спонсировать Хонан и создала для команды новые трикотажные изделия, которые можно надевать на официальные матчи.

## Аниме
Американская компания Funimation получила лицензию на трансляцию аниме как с субтитрами, так и в дубляже.
Начальная композиция
- Strider’s High — исполнена OxT (Масаёси Оиси x Tom-H@ck)

Завершающая композиция
- Be My Steady — исполнена Galaxy Standard: объединение сэйю, озвучивающих персонажей страйд-клуба академии «Сайсэй» (Мамору Мияно, Дайсукэ Хиракава, Такуя Эгути, Тацухиса Судзуки, Юки Оно и Тосиюки Тоёнага.[5]

### Список серий
| № | Официальное английское название Официальное японское название                                                                                       | Дата трансляции в Японии |
| --- | --- | ------------------------ |
| 1 | «On Your Mark - The Beginning of Destiny» «ON YOUR MARK Unmei no hajimari» (ON YOUR MARK 運命のはじまり)                                            | 05 января 2016           |
| Нана Сакураи любит страйд — командный вид спорта, где спортсмены бегут эстафету по улицам города. После просмотра в интернете видео о местном страйд-клубе она решает поступать в академию «Хонан». Тем не менее выбор учебного заведения после просмотра видео был не лучшей идеей — особенно когда единственный новобранец клуба отказывается помогать. | |                          |
| 2 | «Believe - I Will Always Be Here» «BELIEVE Itsu demo ore wa koko ni iru» (BELIEVE いつでも俺はここにいる)                                           | 12 января 2016           |
| Такэру Фудзивара, очевидно, очень талантливый бегун, но, похоже, у парня проблемы с работой в команде. На пути восстановления страйд-клуба у учеников академии «Хонан» появляется множество проблем, и у них есть всего несколько недель, чтобы их решить.                                                                                                | |                          |
| 3 | «Galaxy - Now, Stars Who Shine» «GALAXY Ima, hoshi-tachi ga kagayaku» (GALAXY いま、星たちが輝く)                                                   | 19 января 2016           |
| Весенний страйд-фестиваль Китидзёдзи продолжается; академия «Хонан» сталкивается с сильной и известной командой академии «Сайсэй». После столкновения с ними перед забегом Рику уже напуган. | |                          |
| 4 | «Run - When the Mind is Full» «RUN Toki ni kokoro ga ippai desu» (RUN ときに心がいっぱいです)                                                       | 26 января 2016           |
| Страйд-сезон открыт! Команды старших школ со всей Японии борются за возможность принять участие в соревновании «Конец лета». Хонан противостоит Михаси в курортной зоне горячих источников Атами. | |                          |
| 5 | «Again - Just You, Only You» «AGAIN Tada anata dake anata ni» (AGAIN ただあなただけあなたに)                                                        | 2 февраля 2016           |
| Академия «Хонан» побеждает в гонке, но Аюму получает травму. Они должны срочно найти замену, но для этого команда должна вернуться к болезненному событию из прошлого. | |                          |
| 6 | «Team - Connect Emotions, Become the Wind» «TEAM — Kanjoo o setsuzoku shimasu, Kaze ni narimasu» (TEAM — 感情を接続します, 風になります)            | 9 февраля 2016           |
| Куга возвращается в команду академии «Хонан» и сталкивается с командой Итидзёкан в Синдзюку вместо травмированного Аюму. Направляющий Итидзёкан пользуется неприятными событиями из прошлого, чтобы одержать победу, но эстафета всё же передаётся. | |                          |
| 7 | «Rival - A Promise for August» «RIVAL 8 Tsuki no yakusoku» (RIVAL 8 月の約束)                                                                       | 16 февраля 2016          |
| Перед финалом «Конца лета» команды Хонан и Сайсэй проводят совместную тренировку в спортивном комплексе «Сайсэй». | |                          |
| 8 | «Wall - Chasing, Still So Far Away» «WALL Tsuiseki, Mada tooku hanare» (WALL 追跡,まだ遠く離れ)                                                     | 23 февраля 2016          |
| Жеребьевка соревнований «Конец лета»: Сайсэй против Цубакимати и Хонан против Какёин на арене Саппоро. Получит ли Хонан наставления от своих бывших конкурентов? | |                          |
| 9 | «Home - The One and Only» «HOME Koko ni shikanai mono» (HOME ここにしかないもの)                                                                    | 1 марта 2016             |
| Команда находится под сильным напряжением после интенсивных тренировок — особенно Рику и Такэру, — что превносит некоторые проблемы в командную работу. Из-за этого остальная часть команды решает отвезти их в аквапарк, чтобы снять стресс и подтолкнуть Рику и Такэру к примирению.                                                                    | |                          |
| 10 | «Stand Up - Because You Were There» «STAND UP Anata ga attanode» (STAND UP あなたがあったので)                                                      | 8 марта 2016             |
| Рику теряет надежду на то, что когда-нибудь сможет стать таким же хорошим бегуном, как его брат. Сможет ли Такэру возродить его страсть к страйду? | |                          |
| 11 | «High Touch - For You, Who Gave Me the Smile» «HIGH TOUCH Anata wa watashi o egao ni tsukura remashita» (HIGH TOUCH あなたは私を笑顔に作られました) | 15 марта 2016            |
| Наконец наступил день матча «Конца лета» и матча-реванша с Сайсэй. Сможет ли Хонан победить, хотя Сайсэй сдерживался во время тренировочного лагеря? | |                          |
| 12 | «End of Summer - And Beyond» «End of Summer - soshite, biyondo» (End of Summer - そして、ビヨンド」)                                                | 22 марта 2016            |
| После победы в полуфинале «Конца лета» дело дошло до финала. Остальная часть команды из академии «Хонан» хочет назначить Рику завершающим в эстафете, чтобы он мог встретиться с Томоэ, который, как оказалось, бежит за команду Какёин. Захватывающий конец забега по улицам!                                                                            | |                          |